# Mandy Loriou
Mandy Loriou, née le 22 juillet 1985 à Niort, est une athlète française, spécialiste de la marche athlétique.
Elle est sacrée championne de France du 20 km marche en 2007.